# Джама, Фарах Али
Фарах Али Джама (сомал. Faarax Cali Jaamac, араб. فرح علي جامع‎; род. Пунтленд) — сомалийский экономист и политик, министр финансов Пунтленда с 2009 по 2014 год.

## Биография
Родом из Пунтленда. Принадлежит к клану Дарод. Ранее служил в Австралии.
28 января 2009 года Джама был назначен министром финансов Пунтленда.
Через своего представителя в Кувейте Фейсала Хавара правительство Пунтленда подписало в Дубае соглашение с кувейтской компанией о строительстве объектов в Международном аэропорту Гароуэ, а также в Университете Маахира. Сделка была оценена в 10 миллионов долларов США и финансировалась Кувейтским фондом арабского экономического развития.
В октябре 2013 года министр финансов Пунтленда Фарах Али Джама и заместитель директора Кувейтского фонда арабского экономического развития Хамад Аль-Омар подписали в Кувейте последующее Грантовое соглашение. Согласно пакту, Фонд увеличит сумму в размере 10 миллионов долларов США, из которых 6 миллионов долларов будут направлены на финансирование проекта аэропорта Гароу, а остальная часть будет выделена на проект Университета Маахира.
В октябре 2013 года министр финансов Пунтленда Фарах Али Джама и заместитель директора KFAED Хамад Аль-Омар подписали в Кувейте последующее соглашение о гранте. В рамках пакта Фонд выделит 10 миллионов долларов США, из которых 6 миллионов долларов будут выделены на финансирование проекта аэропорта Гароуэ, а оставшаяся часть будет выделена на проект Университета Маахира.